# Star Trek III: Auf der Suche nach Mr. Spock
Star Trek III: Auf der Suche nach Mr. Spock (Originaltitel: Star Trek III: The Search for Spock) ist ein US-amerikanischer Science-Fiction-Film aus dem Jahr 1984. Es ist der dritte Star-Trek-Kinofilm, der auf der Fernsehserie Raumschiff Enterprise basiert. Mit Leonard Nimoy führte hier erstmals einer der Hauptdarsteller der Serie auch Regie – eine Neuerung, die in den folgenden Filmen fortgesetzt wurde. In den deutschen Kinos lief der Film am 16. November 1984 an.

## Handlung
Der Film beginnt mit einer Wiederholung der letzten Szenen aus Star Trek II: Der Zorn des Khan, in denen Spock, Offizier des Raumschiffs Enterprise, stirbt und auf dem durch die Explosion des Genesis-Projektils neu geschaffenen Planeten beigesetzt wird. Anschließend spricht Spock aus dem Off: „Der Weltraum: In seiner Unendlichkeit unsere letzte große Herausforderung. Immer wieder stößt das Raumschiff Enterprise auf seinen Flügen in bisher unbekannte Bereiche des Universums vor, um neue Lebensformen und neue Zivilisationen aufzuspüren und fremde Welten zu erforschen. Welten, die noch nie ein Mensch erblickt hat.“
Die von der vorherigen Auseinandersetzung mit Khan schwer beschädigte und nur notdürftig reparierte Enterprise befindet sich auf dem Weg zurück zur Erde. Kurz vor Ankunft im Orbitalstützpunkt bricht Dr. McCoy in Spocks einstiges, nun versiegeltes Quartier auf der Enterprise ein, wo ihn Kirk desorientiert vorfindet. McCoy versucht wenig später, illegal zu dem zur Verbotszone erklärten Genesis-Planeten zu gelangen, wird dabei jedoch aufgegriffen, unter Arrest gestellt und soll in eine psychiatrische Klinik der Sternenflotte gebracht werden.
Sarek, der vulkanische Botschafter und Vater von Spock, sucht Kirk überraschend zu Hause auf. Dadurch erfährt Kirk, dass nur Spocks Körper verstorben ist, seine Katra (sein Geist) aber in McCoy weiter existiert. Sarek macht Kirk klar, dass Spock und McCoy nur gerettet werden können, wenn McCoy und Spocks Körper nach Vulkan zum Berg Seleya gebracht werden, um dort Spocks Katra aus McCoy zu holen, und diese wieder mit Spocks Körper zu vereinen. Kirk bittet die Sternenflotte, mit der Enterprise und McCoy nach Genesis fliegen zu dürfen, erhält jedoch eine Absage. Daraufhin befreit Kirk McCoy und kapert zusammen mit Uhura, Sulu, Chekov und Scott die zur Demontage vorgesehene Enterprise, welche Scott schon auf dem Heimflug aufgrund der im Kampf erlittenen Beschädigungen und Verluste so weit automatisiert hatte, dass diese allein mit der Deckscrew zu steuern ist. Zuvor hatte Scott den neuartigen Transwarp-Antrieb des unmittelbar vor seinem Jungfernflug stehenden Sternenflotten-Flaggschiff USS Excelsior sabotiert, um einer Verfolgung zu entgehen. Mit nur fünf Mann Besatzung – Uhura blieb auf der Raumstation zurück, um von dort aus die Flucht der Enterprise zu unterstützen – fliegt die Enterprise zum Genesis-Planeten.
Währenddessen sind Saavik und Dr. David Marcus, Kirks Sohn, an Bord der USS Grissom nach Genesis zurückgekehrt, um den neu entstandenen Planeten zu untersuchen. Sie stellen dabei nicht nur zwei Lebensformen fest, sondern auch, dass Spocks Sarg leer ist. Wenig später finden sie eine niedere Lebensform, welche sich in enormer Geschwindigkeit aus Mikroben, die zusammen mit Spocks Sarg auf Genesis gelangt sein müssen, entwickelt haben. Kurz darauf stoßen sie auf einen Vulkan-Knaben, der rasch von einem Kind zum Erwachsenen heranwächst. Saavik identifiziert das Kind als Spock, dessen Körper sich rasch entwickelt, geistig aber zurückbleibt. David erklärt Spocks körperlichen Zustand mit dem Genesis-Phänomen, das zur Regeneration von Spocks Körper führte. David muss außerdem erkennen, dass der Planet Genesis nicht nur rapide altert, sondern auch instabil ist und infolgedessen schon bald zerbrechen wird.
Der klingonische Kommandant Kruge hatte von dem Genesis-Projekt erfahren und will die aus seiner Sicht „ultimative Waffe“ in seine Gewalt bringen. Er dringt in die Sperrzone von Genesis ein und trifft dort auf das Forschungsschiff USS Grissom, das einer seiner Offiziere aufgrund eines Missverständnisses umgehend zerstört. Da Saavik, David und Spock sich noch auf dem Planeten befinden, lässt er sie von seinen Männern als Geiseln nehmen, um so an das Geheimnis von Genesis zu gelangen.
Als die Enterprise in der Umlaufbahn von Genesis eintrifft, wird sie vom klingonischen Schiff überrascht und funktionsunfähig geschossen. Kirk versucht einen Bluff und fordert die Kapitulation der Klingonen. Kruge wittert jedoch eine Falle, er fordert seinerseits die Übergabe der Enterprise und die Herausgabe der Genesis-Unterlagen. Er unterstreicht seine Forderung, indem er eine der Geiseln töten lassen will. Die Wahl fällt auf Saavik. Bei dem Versuch, sie zu verteidigen, kommt David ums Leben. Geschockt vom Tod seines Sohnes und mangels Alternativen entschließt sich Kirk, Kruge in einen Hinterhalt zu locken. Dazu willigt er zum Schein in die Kapitulation der Enterprise ein, woraufhin Kruge nahezu seine gesamte Besatzung zum Entern auf die Enterprise schickt. Kirk und seine Mannschaft haben jedoch die Selbstzerstörung aktiviert, und statt das Enterkommando zu empfangen, beamen sie sich auf den Planeten. Kurz darauf explodiert die Enterprise und bringt dem Enterkommando den Tod.
Auf dem Genesis-Planeten, der bereits beginnt, auseinanderzubrechen, kann Kirk Kruge dazu bringen, seine Crew und Saavik auf das klingonische Raumschiff zu beamen. Kruge verweigert jedoch, auch Spock heraufbeamen zu lassen, um ein Druckmittel in der Hand zu halten. So kommt es zwischen beiden zum Kampf, in dessen Verlauf es Kirk gelingt, den Klingonen in den Abgrund zu stoßen. Nachdem er im letzten Moment zusammen mit Spock auf das Klingonenschiff gebeamt wurde, übernimmt er das mit nur noch einem weiteren Klingonen bemannte Schiff und begibt sich mit seiner Crew nach Vulkan, wo sie von Sarek und Uhura erwartet werden. Dort angelangt, führt die Hohepriesterin T’Lar ein seit Jahrhunderten nicht mehr angewandtes rituelles Zeremoniell durch, um Spocks Katra von McCoy auf Spocks Körper zu übertragen, ohne einem der beiden zu schaden. Das Experiment gelingt: Spock erkennt seine Freunde wieder, und McCoy ist seine Wahnvorstellungen los.
Vor dem Abspann wird die Ankündigung „… und das Abenteuer geht weiter …“ eingeblendet.

## Hintergrund und Sonstiges
Die Übernahme der Regie durch Leonard Nimoy nährte bereits Spekulationen, dass die von ihm dargestellte Figur des Captain Spock in diesem Star-Trek-Film wieder ins Leben zurückkehren würde. Obwohl dies bei den Fans Zuspruch fand, wurde der Film von Fans und Kritikern nicht so positiv aufgenommen wie sein Vorgänger Star Trek II: Der Zorn des Khan, was zu der unter Fans verbreiteten Ansicht beitrug, dass Star-Trek-Filme mit ungerader Nummerierung schlechter seien als die mit gerader Nummerierung.
Die Zerstörung der Enterprise musste zweimal gefilmt werden, da man der Meinung war, dass die ursprüngliche Version der Szene wenig emotionale Wirkung habe und zu sehr dem Ende von George Lucas’ Star-Wars-Film Die Rückkehr der Jedi-Ritter ähnele. Der Plan des Produzenten und Drehbuchautors Harve Bennett, vor der Uraufführung des Films die Zerstörung der Enterprise geheim zu halten, wurde von einer entsprechenden Enthüllung im Trailer zum Film zunichtegemacht. Der Trailer legte jedoch eine falsche Fährte, als er die Vermutung nahelegte, ein klingonischer Bird of Prey hätte die Enterprise zerstört.
Ursprünglich war der Bird of Prey als romulanisches Schiff geplant. Kruge sollte es den Romulanern stehlen und damit ins Gebiet der Föderation fliegen. Später wurde das Drehbuch geändert, aber die Modelle waren schon gefertigt. So wurde daraus schlicht ein klingonisches Schiff, das später immer wieder in den Serien Verwendung fand. Diese Konfusion zwischen dem romulanischen und dem klingonischen Volk wurde später fortgeführt, so dass das romulanische Prinzip der Ehre schließlich den Klingonen zugedacht wurde und die Klingonen für ihre Schiffe die romulanische Tarnvorrichtung übernahmen. Die Verquickung beider Völker wurde als das Ergebnis einer Allianz zwischen Klingonen und Romulanern jedoch schon in der Folge Die unsichtbare Falle der Originalserie erklärt.
Das zweite Auftauchen der klingonischen Sprache (und das erste Mal, dass diese sich nach der von Marc Okrand erdachten Sprachstruktur richtet) geht in der deutschen Synchronfassung des Films verloren, da die klingonischen Dialoge des Films restlos ins Deutsche übersetzt wurden. In späteren Fernsehausstrahlungen waren sie aber teilweise wieder vorhanden.
Für die Besetzung von Lt. Saavik sollte erneut Kirstie Alley verpflichtet werden.
Da die Gagen-Forderungen seitens Alley jedoch unrealistisch hoch waren, sah man von einem weiteren Engagement ab. Die Figur konnte jedoch nicht gestrichen werden, da Saaviks Rolle einen großen Handlungsraum in dem Film einnahm. So wurde die Rolle mit Robin Curtis besetzt.
Die Spezialeffekte wurden von Bob Dawson geschaffen.

## Synchronisation
Die deutsche, laut Norbert Stresau (Filmecho/Filmwoche) „ausgesprochen lieblose“ Synchronisation übernahm die Berliner Synchron GmbH nach einem Dialogbuch und unter der Dialogregie von Martin Großmann. Wie im Vorgänger wurde William Shatner nicht wie gewohnt von Gert Günther Hoffmann, sondern von Klaus Sonnenschein synchronisiert. Hoffmann übernahm erst wieder ab dem vierten Teil der Reihe.
| Rollenname                                     | Darsteller        | Deutsche Synchronstimme |
| ---------------------------------------------- | ----------------- | ----------------------- |
| Admiral James T. Kirk                          | William Shatner   | Klaus Sonnenschein      |
| Mr. Spock                                      | Leonard Nimoy     | Herbert Weicker         |
| Dr. Leonard „Pille“ McCoy                      | DeForest Kelley   | Christian Rode          |
| Lieutenant Commander Montgomery „Scotty“ Scott | James Doohan      | Kurt E. Ludwig          |
| Lieutenant Commander Hikaru Sulu               | George Takei      | Helmut Gauß             |
| Lieutenant Pavel Chekov                        | Walter Koenig     | Frank Glaubrecht        |
| Lieutenant Commander Uhura                     | Nichelle Nichols  | Joseline Gassen         |
| Dr. David Marcus                               | Merritt Butrick   | Michael Tanneberger     |
| Sarek                                          | Mark Lenard       | Friedrich W. Bauschulte |
| T’Lar                                          | Judith Anderson   | Elisabeth Ried          |
| Lieutenant Saavik                              | Robin Curtis      | Susanna Bonasewicz      |
| Commander Kruge                                | Christopher Lloyd | Hermann Ebeling         |
| Mr. Adventure                                  | Scott McGinnis    | Torsten Sense           |
| Admiral Morrow                                 | Robert Hooks      | Norbert Gescher         |
| Excelsior Captain Styles                       | James Sikking     | Eric Vaessen            |
| Grissom Captain Esteban                        | Philip R. Allen   | Lothar Blumhagen        |
| Grissom Com-Offizier                           | Mario Marcelino   | Hans-Jürgen Wolf        |
| Valkris                                        | Cathie Shirriff   | Andrea Brix             |
| Grissom-Steuermann                             | Jeanne Mori       | Eva-Maria Werth         |
| Maltz                                          | John Larroquette  | Claus Jurichs           |
| Foster                                         | Phil Morris       | Norbert Schwarz         |

## Kritiken
„Aufwendiges Weltraumspektakel mit viel Ideologie und gegenüber den ersten Filmen der Serie verbesserter Tricktechnik.“

„Durch den Tod von Mr. Spock hatte hier Leonard Nimoy viel Raum als Regisseur. George Lucas’ Trick-Firma ‚Industrial Light & Magic‘ lieferte diesmal wesentlich bessere visuelle Spezial-Effekte als bei den beiden Vorgängern. So ist das Ganze trotz einiger Längen recht unterhaltsam.“

## Auszeichnungen
- Bei den Saturn Awards 1985 erfolgten Nominierungen in den Kategorien „Bester Schauspieler“ (William Shatner), „Beste Kostüme“ (Robert Fletcher), „Beste Regie“ (Leonard Nimoy), „Bester Science-Fiction-Film“, „Beste Spezialeffekte“ (Ralph Winter) sowie „Beste Nebendarstellerin“ (Judith Anderson)
- Ebenfalls 1985 wurde der Film für die „Beste Dramatische Präsentation“ für die Hugo Awards nominiert.